# Панамерикански игри (2007)
Петнадесетите панамерикански игри са международно състезание, проведено от 13 до 29 юли 2009 година в Рио де Жанейро, Бразилия. Участват 5633 спортисти от 42 страни, които се състезават в 40 различни спорта.

## Участвали страни
- Американски Вирджински острови
- Антигуа и Барбуда
- Аржентина
- Аруба
- Барбадос
- Бахамски острови
- Белиз
- Бермудски острови
- Боливия
- Бразилия
- Британски Вирджински острови
- Венецуела
- Гватемала
- Гвиана
- Гренада
- Доминиканска република
- Доминика
- Еквадор
- Кайманови острови
- Канада
- Колумбия
- Коста Рика
- Куба
- Мексико
- Нидерландски Антили
- Никарагуа
- Панама
- Парагвай
- Перу
- Пуерто Рико
- Салвадор
- Сейнт Винсент и Гренадини
- Сейнт Китс и Невис
- Сейнт Лусия
- Суринам
- САЩ
- Тринидад и Тобаго
- Уругвай
- Хаити
- Хондурас
- Чили
- Ямайка

## Спортове
- Академично гребане
- Баскетбол
- Бокс
- Борба
- Вдигане на тежести
- Ветроходство
- Водна топка
- Волейбол
- Джудо
- Колоездене
- Конен спорт
- Лека атлетика
- Модерен петобой
- Спортна стрелба
- Тенис
- Фехтовка
- Футбол
- Стрелба с лък
- Художествена гимнастика
- Бадминтон
- Бейзбол
- Плажен волейбол
- Боулинг
- Кану-каяк
- Скок във вода
- Футзал
- Хандбал
- Хокей на трева
- Карате
- Кънки
- Софтбол
- Скуош
- Плуване
- Синхронно плуване
- Тенис на маса
- Таекуондо
- Спортна гимнастика
- Батут
- Триатлон
- Водни ски